# Crax daubentoni
El pavón moquiamarillo, pavón porú o paujil de turbante (Crax daubentoni), también paujil moquiamarillo, muitú porú, paují de copete, pavón poría y paujil de pico amarillo,  es una especie de ave galliforme de la familia Cracidae que se encuentra en el noreste de Colombia y el norte de Venezuela. No se conocen subespecies.

## Descripción
Alcanza de 85 a 92 cm de longitud, los machos llegan a pesar de 2,9 a 3.2 kg . Se caracteriza por las carúnculas amarillas brillantes y el tubérculo del mismo color sobre el pico negro. El plumaje es negro con reflejos verdosos en el dorso, mientras que el vientre es blanco. Las patas son de color azulado negruzco.

## Hábitat
Viven en el bosque de galería, selvas húmedas caducifolias y sabanas arboladas hasta 850 m s. n. m. Durante el verano se congregan grandes grupos de hasta 100 individuos, en torno a los charcos de agua. Anida durante la época de lluvia.